# Ермаков, Флор Яковлевич
Флор Яковлевич Ермаков (1815—1895) — русский предприниматель, купец 1-й гильдии, действительный статский советник, один из московских благотворителей.

## Биография
Родился 15 (27) августа 1815 года в Коломенском уезде Московской губернии, в крестьянской семье.
В наследство от отца, купца 1-й гильдии Якова Яковлевича Ермакова (1796—14.08.1869), получил ситценабивную и красильную фабрики за Трехгорной заставой в Москве. Позже стал владельцем бумаготкацкой фабрики в селе Мещерино, а также шерстяной и камвольной фабрик в Москве в Сокольниках и текстильной фабрики в Вышнем Волочке Тверской губернии. Также Ермаков возглавлял учреждённый отцом торговый дом «Яков Ермаков с сыновьями» (торговля бумажным товаром). Имел доходные дома в Москве и в Петербурге.

### Благотворительность
Филантропом Флор Ермаков стал во время Крымской войны 1853—1856 годов, внося средства на ополчение. С 1854 года он участвовал в деятельности Дамского попечительства о бедных, созданного в 1844 году княгиней Софьей Щербатовой благотворительного общества, исполняя обязанности казначея Пресненского отделения.
В 1870-х годах Флор Яковлевич отошёл от дел и целиком посвятил себя благотворительности. В 1876 году, закрыв фабрику в Сокольниках, перестроил здание и открыл в нём Ермаковскую богадельню для призрения 1 тысячи человек из крестьянского сословия. В 1881—1883 годах на его средства была отреставрирована древнейшая Успенская церковь Брусенского монастыря в городе Коломне. В 1889 году устроил богадельню в помещениях упраздненной фабрики за Трехгорной заставой. А в собственном доме открыл бесплатную народную столовую на 500 человек.
В 1890 году Ермаков пожертвовал 300 тысяч рублей на призрение душевнобольных Московскому городскому общественному управлению. В 1896 году на эти средства было устроено Ермаковское отделение на 100 человек в Алексеевской психиатрической больнице.
В 1909 году был открыт Городской ночлежный дом им. Ф. Я. Ермакова, построенный на средства оставленные по его завещанию. Шестиэтажный дом на 1,5 тысячи человек (архитектор И. А. Иванов-Щиц) (1-м Дьяковский переулок, ныне Орликов переулок, 5). стал самым большим и современным заведением для ночлежников в Москве.
Умер 21 июня (3 июля) 1895 года. Был похоронен в церкви Живоначальной Троицы при Ермаковской богадельне в Сокольниках. Гробница благотворителя находилась на верхнем этаже церковного строения во дворе. Этот этаж был снесён по решению Сокольнического совета в 1923 году. Прах Ермакова тайно был перенесён и захоронен рядом с Успенским храмом в Вышнем Волочке, построенном на деньги Ермакова в 1860-е годы.
Наиболее крупная доля (свыше 1 миллиона рублей) из завещанных Ермаковым капиталов была израсходована на строительство и оборудование ремесленного училища им. Ермакова, готовившего техников и электротехников, открытого в 1907 году в специально построенном здании на Пречистенской набережной, 11 (в 1919 году сюда из Саввинского переулка было переведено Механико-техническое училище, впоследствии — Московский энергетический техникум, ныне Московский экономико-энергетический колледж).

## Награды
Государство и общество высоко оценили благородные дела Флора Ермакова. За благие деяния в 1877 году он получил дворянство, в 1890 году — звание действительного статского советника,  В 1855г. его брат Федор Яковлевич награжден Золотой медалью на Анненской ленте «За обширное производство суровых миткалей, за усовершенствование способов набивки тканей и за понижение цен на ситцы».

## Семья
Первая жена — Мария, скоропостижно умерла летом 1868 года.
- Дочь Александра (09.03.1842[5] —  около 1905) 1 июня 1862 года сочеталась браком с Николаем Васильевичем Медынцевым.[6]
- Сын Андрей — умер в 1869 году в 30-летнем возрасте.
- В 1881 году скончался второй сын Ермакова — 40-летний Павел.
- Третий сын — Дмитрий (1836— 30.01.1896[7]).

Вторая жена — Екатерина Корнильевна (урожденная Быковская, по первому браку Забулонова; 24.11.1831—03.09.1903).